# Communauté de communes Lisieux Pays d’Auge
Die Communauté de communes Lisieux Pays d’Auge ist ein ehemaliger Gemeindeverband (Communauté de communes) im französischen Département Calvados in der damaligen Region Basse-Normandie. Er wurde am 1. Januar 2003 nach einem Erlass vom 28. November 2002 gegründet.
Der Gemeindeverband fusionierte 2013 mit der Communauté de communes Moyaux Porte du Pays d’Auge und bildete damit die Communauté de communes Lisieux Cœur Pays d’Auge, die kurz danach umbenannt wurde in Lintercom Lisieux-Pays d’Auge-Normandie.

## Mitgliedsgemeinden
| - Beuvilliers - Coquainvilliers - Courtonne-la-Meurdrac - Courtonne-les-Deux-Églises - Glos - Hermival-les-Vaux - La Boissière - La Houblonnière | - Le Mesnil-Eudes - Le Mesnil-Guillaume - Le Mesnil-Simon - Le Pré-d’Auge - Les Monceaux - Lessard-et-le-Chêne - Lisieux - Ouilly-le-Vicomte | - Prêtreville - Rocques - Saint-Désir - Saint-Germain-de-Livet - Saint-Jean-de-Livet - Saint-Martin-de-la-Lieue - Saint-Martin-de-Mailloc - Saint-Pierre-des-Ifs |